# Saarijärvi (sjö i Sodankylä, Lappland)
Saarijärvi är en sjö i kommunen Sodankylä i landskapet Lappland i Finland. Sjön ligger 213,5 meter över havet. Arean är 8 hektar och strandlinjen är 1,75 kilometer lång.  Den  ingår i Kemi älvs huvudavrinningsområde.  Sjön ligger omkring 94 kilometer norr om Rovaniemi och omkring 800 kilometer norr om Helsingfors. 